# Lyginia barbata
Lyginia barbata är en gräsväxtart som beskrevs av Robert Brown. Lyginia barbata ingår i släktet Lyginia och familjen Anarthriaceae. Inga underarter finns listade i Catalogue of Life.